# Karolinka a Karliczek
Karolinka a Karliczek, nebo Karliczek a Karolinka, polsky Karolinka i Karliczek nebo Karliczek i Karolinka, je skulptura na naměstí Plac Dworcowy města Gogolin ve gmině Gogolin v okrese Krapkowice v jižním Polsku. Geograficky se nachází v regionu Horní Slezsko a v Opolském vojvodství.

## Historie a popis díla
Skulptura, která byla slavnostně odhalena dne 28. května 1967, je pevně spojena se slezským folklórem. Je totiž uměleckým ztvárněním známé slezské písně Poszła Karolinka do Gogolina. Iniciátorem vzniku této skulptury je Szymon Koszyk (1891–1972), opolský národní aktivista a spisovatel a prakticky ji vytvořil opolský sochař Tadeusz Wencel. Sousoší, které je vytvořeno z betonu z bílé mramorové drti, mělo být původně bronzové, ale kvůli nedostatku finančních prostředků se tak nestalo. Ztvárňuje spěchající ženu Karolinku s vlasy upravenými v copech, kterou následuje muž Karliczek s lahví vína v pravé ruce. Karliczek vztahuje levou ruku po Karolince a Karolinka zvedá pravou ruku nad hlavu a levou rukou se drží sukně. Postavy jsou vysoké cca 2,5 metru a při významných příležitostech bývají oblečeny do šitých lidových krojů. Dílo bylo renovováno v roce 2013. Vedle sousoší se nachází kamenná deska s textem první sloky jedné z variant písně:
| „ | POSZŁA KAROLINKA DO GOGOLINA A KARLICZEK ZA NIĄ JAK ZA MŁODĄ PANIĄ Z FLASZECZKĄ WINA | VYŠLA KAROLINKA DO GOGOLINA A KARLICZEK ZA NÍ JAKO ZA MLADOU DÁMOU S VÍNA FLAŠKOU | “ |

Od roku 1987 je motiv skulptury Karolinky a Karliczka součástí znaku města Gogolin.

## Další informace
Dílo je celoročně volně přístupné. U díla se také nachází socha Opolské kraslice.

## Galerie

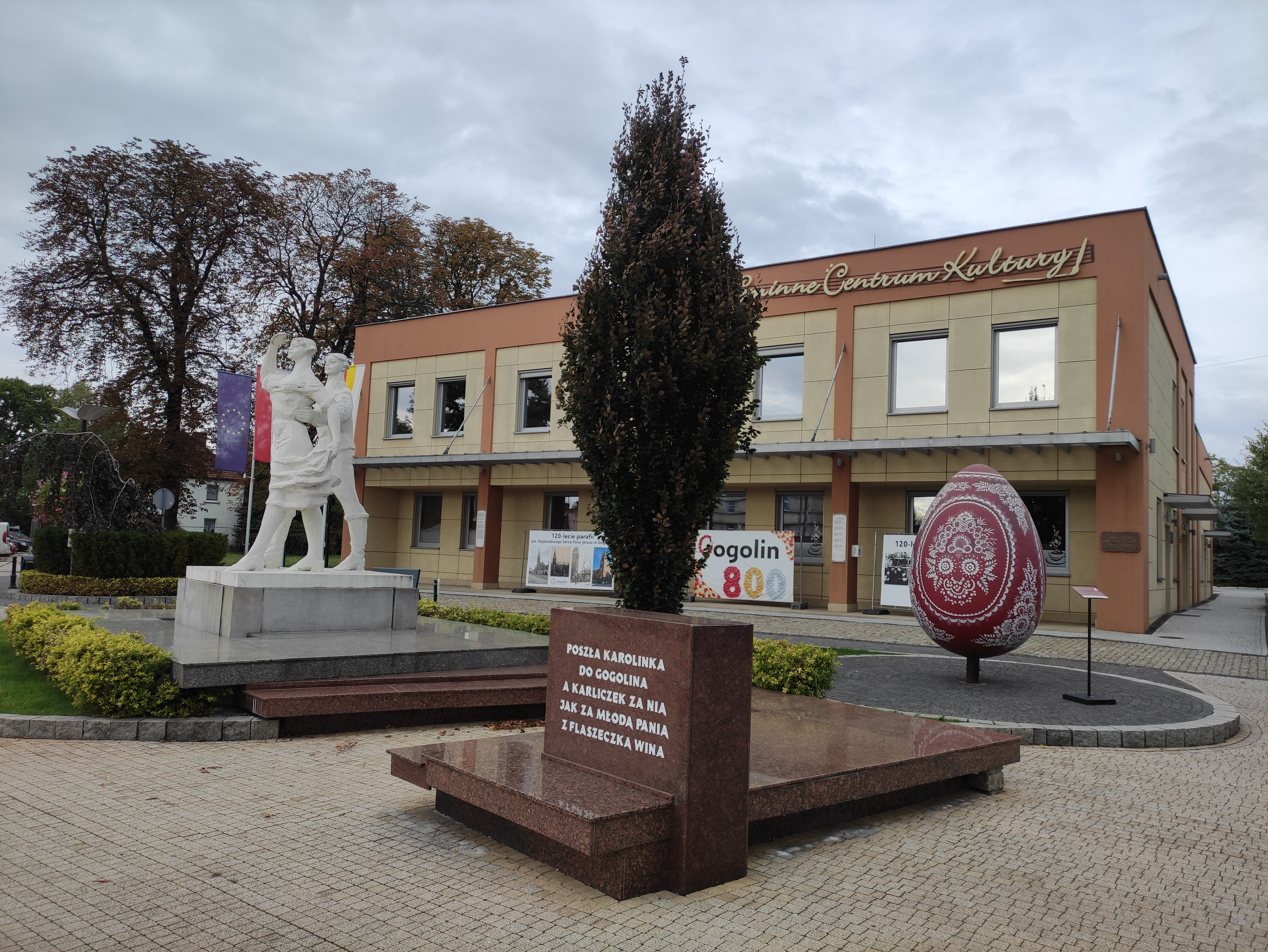
Pohled na dílo umístěné na náměstí
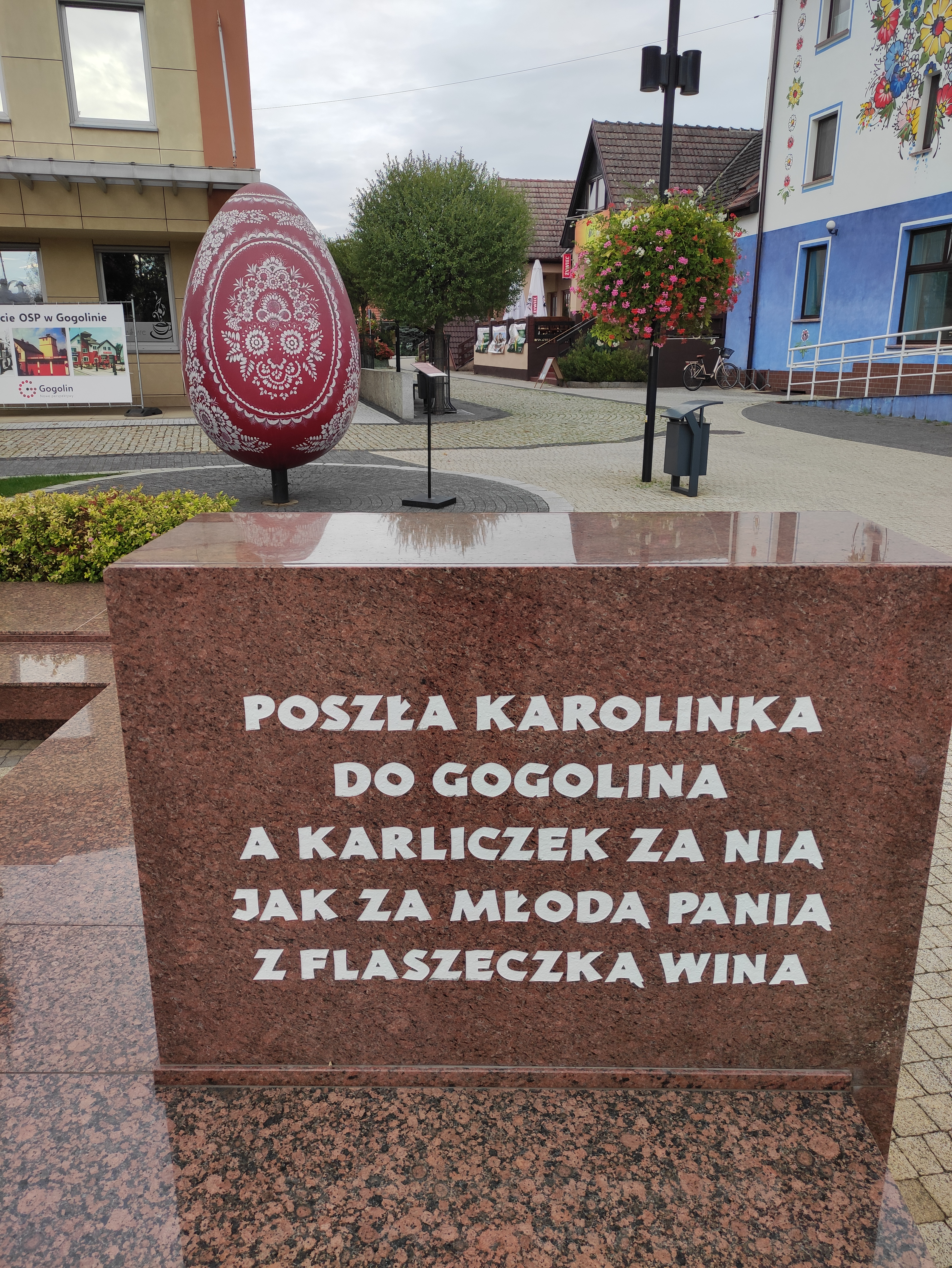
Pamětní deska s textem písně
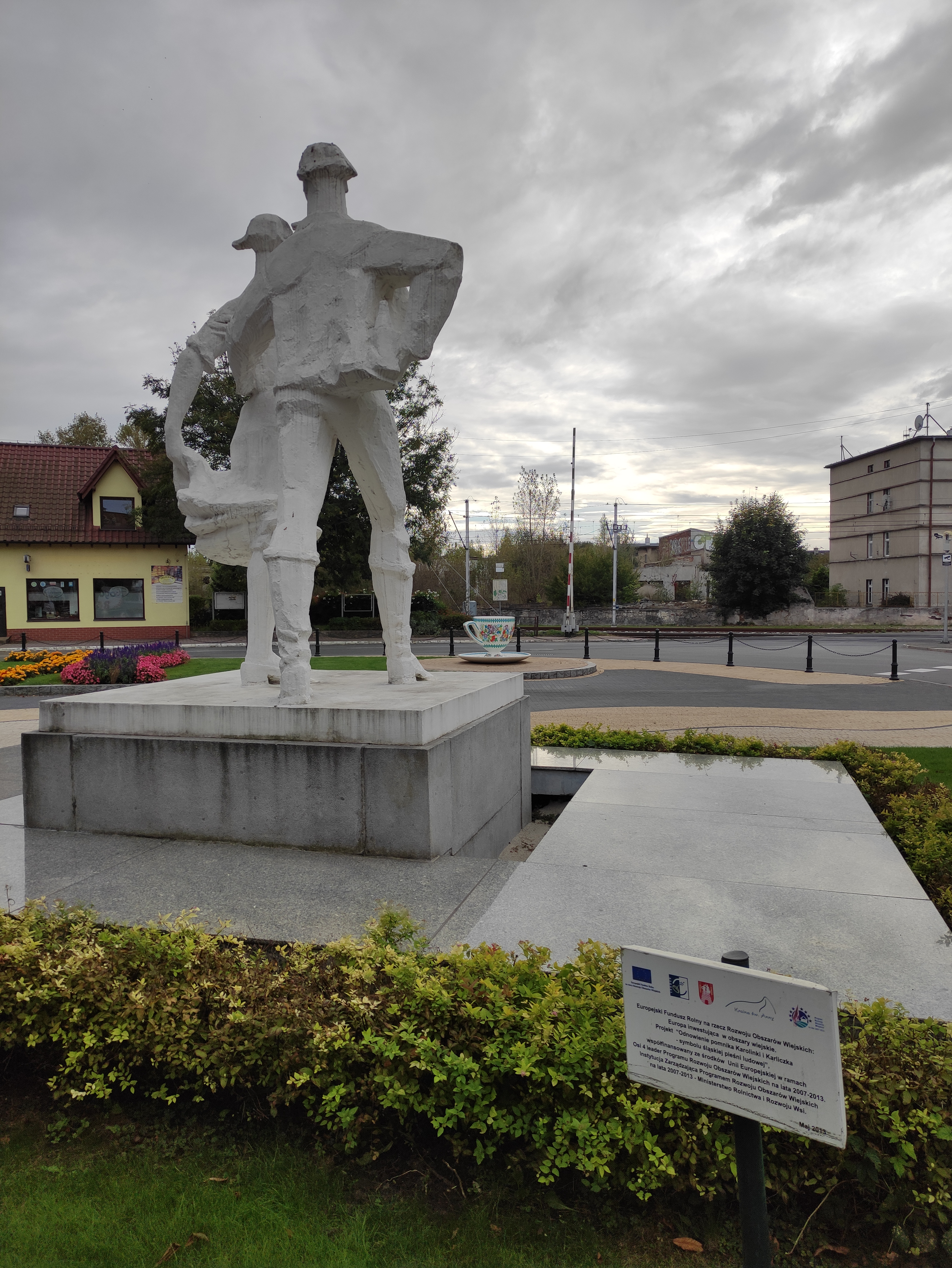
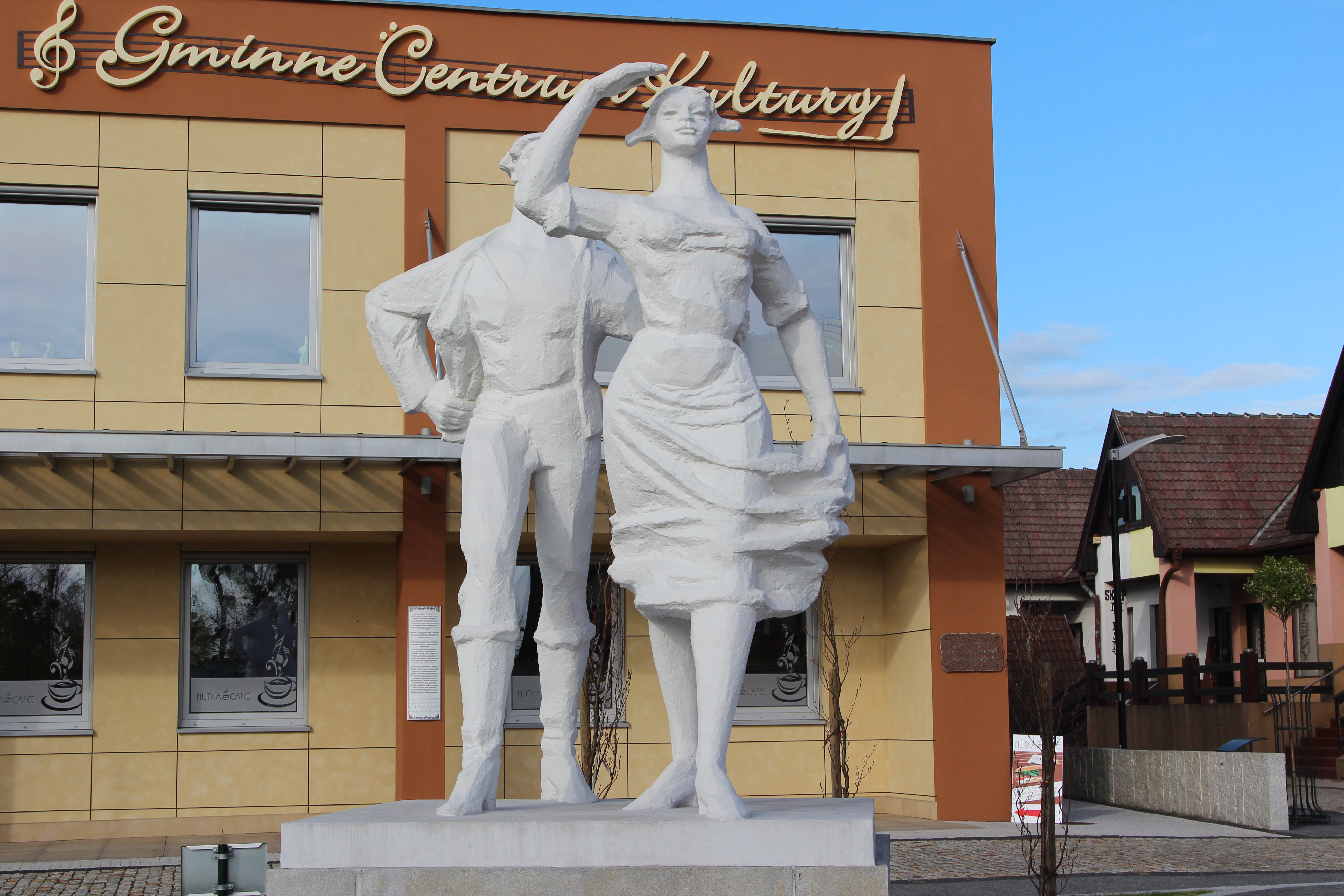
Znak města Gogolin